# Kusôzu
Kusozu és una pintura budista que representa el procés de descomposició d'un cadàver abandonat a l'aire lliure en nou etapes.
Com el seu nom indica, representa la transició d'un cadàver en nou escenes, començant pel cadàver poc després de la mort, descompondre's gradualment en sang i carn, ser devorat per bèsties i ocells, i finalment desmembrat a la novena escena en la qual es dibuixa l'estat d'enterrament. A més de les 9 pintures de cadàvers es dibuixen 10 escenes, afegint imatges de vida. L'escena del Kusō-zu difereix d'una obra a una altra, i fins i tot en les escriptures que prediquen la visió del Kusō, no és constant.

## Visió general
Als tractats doctrinals "Daichidoron" i "Makashikan⁣", etc., cada una de les fases és el següent.
1. Fase d'expansió - El cadàver s'expandeix des de l'interior a causa de la generació de gas a causa de la descomposició.
2. Fase de fragmentació: la descomposició del cadàver avança i la pell comença a trencar-se i trencar-se.
3. Fase de frotis de sang (Kechizuso) - Més danys a causa de la descomposició del cadàver, el greix dissolt, la sang i els líquids corporals es filtren fora del cos.
4. Fase piogènica: el mateix cadàver es dissol a causa de la putrefacció.
5. Shoosou: El cadàver es torna blau-negre.
6. Tanso: Els insectes creixen al cadàver i és devorat per ocells i bèsties.
7. Fase dispersa: Com a resultat de l'anterior, parts del cadàver es dispersen.
8. Phelematous (kotsuso): No hi ha sang, carn ni sèu, deixant només els ossos.
9. Shoso: Els ossos estan cremats i només queda cendres.

La contemplació de la transformació d'un cadàver s'anomena kyusokan, i això és per desfer-se dels desitjos mundans que dificulten la il·luminació dels monjos en formació, i per percebre el cos d'aquest món com a impur i impermanent. Es diu que les escriptures que expliquen la visió de les nou fases es van introduir al Japó durant el període Nara, i aquestes pintures es van produir des del període Kamakura fins al període Edo. Al continent, s'han descobert imatges de contemplació de cadàvers a la regió autònoma uigur de Xinjiang i a l'Afganistan, i a la Xina, la tradició de la contemplació de cadàvers es pot veure a les dinasties Tang i Song del Sud, i també hi ha un poema xinès que suggereix l'existència de Pintures murals de nou fases a la dinastia Tang.

## Diagrama de nou fases existent
No obstant això, encara que es poden veure i visitar moltes d'aquestes pintures, n'hi ha moltes que tenen un temps limitat de visita.
- "Ono no Komachi Nine Phases", temple de Sumirensan Anrakuji, ciutat de Kyoto
- " Emperadriu Danrin Nine Views", temple Keikosan Saifuku -ji, ciutat de Kyoto
- "Rodlet d'imatges de poesia de nou fases (Ono no Komachi nou fases)", Mt. Nyoi Fudarakuji (Komachidera), ciutat de Kyoto
- Rokudo -e "Fase impura de la humanitat", temple Shiunzan Shojuraigoji, prefectura de Shiga
- "Kuso Shi Emaki", col·lecció del Museu Nacional de Kyushu (originalment propietat privada de la prefectura de Kanagawa), període Kamakura
- "Kusoshi Emaki", Col·lecció del Museu Nacional de Kyushu, 1501
- "Nou fases", de Kyosai Kawanabe, Museu Memorial Kyosai Kawanabe
- "Nou fases", Jodo Shinshu Hongwanji secta Saiganji, Fushimi Ward, Kyoto, finals del període Edo[3]

## Literatura relacionada
- Fusae Kanda, "Behind the Sensationalism: Images of Decaying Corpse in Japanese Buddhist Art." Butlletí d'art, vol LXXXVII, núm. 1. (març): 24-49.
- Satomi Yamamoto "Llegint la història de l'art de les nou fases dels cadàvers en descomposició" <Llibres seleccionats de Kadokawa>, KADOKAWA, 2015.
- Yuichiro Imanishi, Thinking of Death, ``Kyusoushi'' i ``Ikkyu Skeleton'', 〈Booklet Open the Book〉, Heibonsha, 2016.